# Левадное (Токмакский район)
Левадное (укр. Левадне) — село,
Долинский сельский совет,
Токмакский район,
Запорожская область,
Украина.
Код КОАТУУ — 2325280803. Население по переписи 2001 года составляло 232 человека.

## Географическое положение
Село Левадное находится на левом берегу реки Молочная, выше по течению на расстоянии в 1 км расположен город Молочанск, ниже по течению на расстоянии в 1,5 км расположено село Долина.
Река в этом месте извилистая, образует лиманы, старицы и заболоченные озёра.
Через село проходит автомобильная дорога Т-0401, рядом проходит железная дорога, станция Молочанск в 5 км.

## История
- 1845 год — дата основания как село Тигенгаген.
- До 1871 года село входило в Молочанский меннонитский округ Бердянского уезда.[2]
- В 1945 году переименовано в село Левадное[3].